# Pardosa atromedia
Pardosa atromedia es una especie de araña araneomorfa del género Pardosa, familia Lycosidae. Fue descrita científicamente por Banks en 1904.
Habita en los Estados Unidos.